# Neosphaeromias
Neosphaeromias är ett släkte av tvåvingar. Neosphaeromias ingår i familjen svidknott.
Kladogram enligt Catalogue of Life:
| Neosphaeromias | \| \| Neosphaeromias afrotropicalis \| \| \| \| \| \| Neosphaeromias caesius \| \| \| \| \| \| Neosphaeromias choriodes \| \| \| \| \| \| Neosphaeromias gibbus \| \| \| \| \| \| Neosphaeromias magnus \| \| \| \| \| \| Neosphaeromias niger \| \| \| \| |
|                | \| \| Neosphaeromias afrotropicalis \| \| \| \| \| \| Neosphaeromias caesius \| \| \| \| \| \| Neosphaeromias choriodes \| \| \| \| \| \| Neosphaeromias gibbus \| \| \| \| \| \| Neosphaeromias magnus \| \| \| \| \| \| Neosphaeromias niger \| \| \| \| |
|                | Neosphaeromias afrotropicalis |
|                | |
|                | Neosphaeromias caesius |
|                | |
|                | Neosphaeromias choriodes |
|                | |
|                | Neosphaeromias gibbus |
|                | |
|                | Neosphaeromias magnus |
|                | |
|                | Neosphaeromias niger |
|                | |